# بطولة العالم لسباق الدراجات على الطريق 1964
بطولة العالم لسباق الدراجات على الطريق 1964 هي الدورة ال37 من بطولة العالم لسباق الدراجات على الطريق، أجريت في سللنجس، فرنسا.

## برنامج المسابقات
رجال
- سباق الطريق ضد الساعة.
- سباق الطريق ضد الساعة للفرق.

سيدات
- سباق الطريق المداري.

## النتائج النهائية
| المسابقة              | ذهبية               | فضية                     | برونزية                |
| --------------------- | ------------------- | ------------------------ | ---------------------- |
| الرجال                |                     |                          |                        |
| سباق الطريق ضد الساعة | يان يانسين (هولندا) | فيتوريو أدورني (إيطاليا) | رايمون بوليدور (فرنسا) |
| الفريق البطل          | إيطاليا             | إسبانيا                  | بلجيكا                 |
| السيدات               |                     |                          |                        |
| سباق الطريق المداري   | Emma Sonka (URS)    | Galina Yudina (URS)      | Rosa Sels (بلجيكا)     |